# Dalvíkurbyggð
Dalvíkurbyggð è un comune islandese della regione di Norðurland eystra.
Dalvík è un villaggio di pescatori di 1 905 abitanti, posto sull'Eyjafjörður, non lontano da Akureyri.
Il porto di Dalvík è importante per l'import e l'export del pescato. Traghetti e tour partono da questo porto, una delle destinazioni è Grímsey.
L'economia locale è principalmente legata alla pesca, oltre che ai servizi e all'hi-tech.
Dalvík è ricordata anche per lo sci alpino con la vicinanza all'area sciistica Böggvisstaðafjall. La città ha dato i natali a diversi campioni, conosciuti a livello nazionale ed internazionale.